# Club Calcio Vittoria 1977-1978
Questa voce raccoglie le informazioni riguardanti il Club Calcio Vittoria nelle competizioni ufficiali della stagione 1977-1978

## Stagione
La squadra vinse il girone I della Serie D, ottenendo la promozione in Serie C2 per la prima nella storia della società, fatto che portò inoltre il club siciliano all'approdo assoluto nel calcio professionistico.

## Rosa
| N. |                   | Ruolo | Calciatore         |
| -- | ----------------- | ----- | ------------------ |
|    | Italia (bandiera) | P     | Andrea Condorelli  |
|    | Italia (bandiera) | P     | Nunzio Papale      |
|    | Italia (bandiera) | D     | Luigi Ferro        |
|    | Italia (bandiera) | D     | Giuseppe Favorito  |
|    | Italia (bandiera) | D     | Paolo Caiola       |
|    | Italia (bandiera) | D     | Sebastiano Porchia |
|    | Italia (bandiera) | D     | Nereo Santarossa   |
|    | Italia (bandiera) | D     | Giovanni Tomasi    |
|    | Italia (bandiera) | C     | Pietro Lo Monaco   |

| N. |                   | Ruolo | Calciatore           |
| -- | ----------------- | ----- | -------------------- |
|    | Italia (bandiera) | C     | Paolo Pieri          |
|    | Italia (bandiera) | C     | Fulvio Cabiddu       |
|    | Italia (bandiera) | C     | Bartolini            |
|    | Italia (bandiera) | D     | Vincenzo Ricupero    |
|    | Italia (bandiera) | A     | Nino Cannizzaro      |
|    | Italia (bandiera) | A     | Mario Castorina      |
|    | Italia (bandiera) | A     | Salvatore Moscato    |
|    | Italia (bandiera) | A     | Vittorio Schifilliti |